# United States Hockey League (1945-1951)
Cet article concerne l'ancienne ligue de hockey. Pour la ligue actuelle, voir United States Hockey League.
L’United States Hockey League est une ligue professionnelle de hockey sur glace aux États-Unis. Elle a existé entre 1945 et 1951. Elle fait suite à l'Association américaine de hockey, dissoute en 1942, dont elle ré-intègre plusieurs équipes.

## Équipes de la ligue

### Présentes dans l'AHA
- Texans de Dallas de 1945 à 1949
- Rangers de Fort Worth de 1945 à 1949
- Pla-Mors de Kansas City de 1945 à 1950
- Millers de Minneapolis de 1945 à 1950
- Knights d'Omaha de 1945 à 1951
- Saints de Saint Paul de 1945 à 1951
- Oilers de Tulsa de 1945 à 1951

### Nouvelles équipes
- Falcons de Denver de 1950 à 1951
- Huskies de Houston de 1947 à 1949
- Skippers de Houston de 1946 à 1947
- Mohawks de Kansas City de 1949 à 1950
- Royals de Kansas City de 1950 à 1951
- Blades de Louisville de 1949 à 1950
- Sea Gulls de Milwaukee de 1950 à 1951

## Champions
| Saison    | Saison Régulière        | Séries éliminatoires    |
| --------- | ----------------------- | ----------------------- |
| 1945-1946 | Pla-mors de Kansas City | Pla-mors Kansas City    |
| 1946-1947 | Knights d'Omaha         | Pla-mors de Kansas City |
| 1947-1948 | Huskies de Houston      | Kuskies de Houston      |
| 1948-1949 | Saints St. Paul         | Saints St. Paul         |
| 1949-1950 | Knights d'Omaha         | Millers de Minneapolis  |
| 1950-1951 | Knights d'Omaha         | Knights d'Omaha         |